# Heavy Rain
Heavy Rain (littéralement « Pluie battante »), également appelé Heavy Rain: The Origami Killer (« Le Tueur aux origamis »), est un jeu vidéo développé par le studio français Quantic Dream et édité par Sony Computer Entertainment en février 2010 sur la console PlayStation 3. Le jeu a été écrit et dirigé par David Cage, créateur de The Nomad Soul, Fahrenheit, Beyond: Two Souls et Detroit: Become Human.
Heavy Rain se présente comme un thriller interactif, un film interactif aux thèmes matures et à l'ambiance sombre dans lequel le joueur est amené à faire des choix qui vont façonner l'histoire, le jeu proposant 7 fins différentes. Le récit raconte les parcours croisés de quatre personnages qui enquêtent sur un tueur en série. Le thème central repose sur la question : « Jusqu'où iriez-vous pour sauver l'être que vous aimez ? », question posée par le tueur au père de l'une des victimes.
Une mise à jour du jeu ainsi qu'une édition spéciale Heavy Rain : Move Edition ont vu le jour après la sortie du PlayStation Move, ce qui permet d'y jouer à l'aide du contrôleur de mouvements.
Le jeu est sorti sur console PlayStation 4 le 1er mars 2016, les graphismes et le contenu étant améliorés et enrichis par rapport à la version précédente.

## Synopsis
L'histoire se déroule à Lexington sur la côte est des États-Unis où sévit un tueur en série appelé le tueur aux origamis : ses victimes, de jeunes garçons (entre 9 et 13 ans), sont retrouvées noyées dans de l'eau de pluie cinq jours après leur enlèvement, un origami dans la main et une orchidée posée sur la poitrine. Alors que l'enquête de police piétine, une nouvelle victime, le petit Shaun Mars, vient d'être enlevé. Quatre individus sont plongés dans un contre-la-montre pour retrouver l'enfant perdu et le « tueur aux origamis » : Ethan Mars, un architecte et père de l'enfant disparu, Madison Paige, une journaliste, Norman Jayden, un profiler du FBI, et Scott Shelby, un détective privé. Chacun sera amené à se demander jusqu'où il est prêt à aller…

## Système de jeu
Heavy Rain est une expérience narrative au traitement cinématographique que le joueur façonne, bon gré mal gré, au fil de ses décisions. Le joueur incarne tour à tour quatre personnages dans une soixantaine de scènes. Chaque chapitre met en scène une situation singulière du quotidien des protagonistes (scène de vie ordinaire, interrogation de témoin, investigation d'une scène de crime). Le jeu mêle exploration, dialogues et scènes d'action et met l'accent sur les choix comportementaux et les interactions entre les personnages. Les choix pris, les attitudes adoptées et la réussite des actions conditionnent le déroulement des scènes et peuvent influencer la suite du récit. L'accroche du jeu est « Faites des choix. Assumez les conséquences. » (« Make choices. Face the consequences »)

### Interface
L'interface repose sur une version évoluée du système MPAR (Motion Physical Action Reaction), introduit dans Fahrenheit : les interactions sont basées sur des actions contextuelles, à la nature analogique, censées immerger le joueur dans la scène en lui faisant « reproduire » à la manette les gestes du personnage. Le système de contrôle du personnage est inhabituel : le joueur dirige le regard du personnage avec le stick gauche, lequel révèle les interactions possibles avec l'environnement et détermine l'orientation de ses déplacements (initiés avec la touche R2). Les possibilités d'interaction sont matérialisées par des icônes qui symbolisent l'action à accomplir avec le stick droit, les boutons ou le détecteur de mouvement de la manette. Les dialogues sont intégrés au déroulement de la scène : le joueur oriente l'attitude du personnage et la nature des propos en optant entre différents mots-clés à l'écran. Le joueur peut solliciter la voix intérieure du personnage pour obtenir des informations sur la marche à suivre. Les scènes d'action, tels les combats et les courses-poursuites, sollicitent les réflexes et reposent sur le principe du quick time event (trois niveaux de difficulté sont proposés). Les icônes et mots-clés sont intégrés de manière dynamique dans la scène et l'état psychologique du personnage peut influer sur leur lisibilité. Le jeu utilise un système de « caméra cinématique » (indépendante du joueur) et il est généralement possible d'alterner entre deux points de vue.

### Récit interactif
L'histoire tient du genre thriller et emprunte au drame et à l'horreur. L'expérience repose sur des décisions difficiles que le joueur doit prendre avec pour ligne directrice la question « Jusqu'où êtes-vous prêt à aller par amour ? ». La relation père/fils et la mort sont des thèmes de l'histoire. Le récit a la particularité de présenter la « plausibité visuelle » du cinéma narratif. Les interactions sont subordonnées au contexte de la scène (par exemple, le personnage se déplace généralement en marchant, comme la situation l'exigerait dans la réalité). Le joueur peut en quelque sorte adopter la posture d'un « metteur en scène qui donne des indications scéniques à son acteur ».
Une autre particularité du récit est qu'il reste à écrire, en suspens. Le jeu propose une alternative à la plupart des actions du joueur mais aussi à la plupart des situations. Les conséquences des décisions et des actions peuvent se limiter à la scène ou influencer la suite du récit jusqu'à compromettre son dénouement (il existe une vingtaine de fins différentes). Le joueur n'a pas forcément conscience des répercussions de ses actions, ni toujours conscience de prendre des décisions déterminantes. Certains choix participent de l'identité du personnage et modifient la nature et le ressenti de la scène (une discussion qui tourne court ou verse dans l'intime, une initiative qui retentit de manière heureuse ou dramatique sur une situation), d'autres constituent des dilemmes imparables, engageant pour les protagonistes et le joueur sans forcément être lié à la morale (utiliser une arme à feu, céder aux injonctions du tueur), et lisèrent la trame.
La continuité du récit n'est jamais brisée, même après la mort d'un personnage principal (il n'y a pas de game over) : le scénario s'adapte aux comportements du joueur, contraint d'assumer ses choix jusqu'au bout. L'histoire s'étend sur une dizaine d'heures environ,. Le jeu présente un système de chapitrage : la recherche de nouveaux embranchements narratifs permet de prolonger l'expérience. David Cage invite plutôt le joueur à vivre l'histoire une seule fois pour ne pas en briser la « magie ».

### Distribution

#### Personnages principaux
- Pascal Langdale : Ethan Mars, architecte, est un père de famille rongé par la dépression et la culpabilité à la suite de la mort accidentelle de son enfant, Jason, survenue deux ans auparavant. Depuis le drame, il a divorcé de sa femme et tente de renouer les liens avec son autre fils, Shaun. Il est depuis agoraphobe et sujet à des absences.
- Jacqui Ainsley : Madison Paige est une journaliste pour The American Tribune qui se retrouve par hasard sur la piste du tueur. Insomniaque, elle se réfugie souvent dans les motels pour trouver le sommeil. C'est une personne déterminée et courageuse qui risque souvent sa vie pour ses articles.
- Sam Douglas : Scott Shelby est un détective privé à l'ancienne engagé par les familles des victimes ; il est asthmatique. C'est un homme à l'apparence bienveillante qui vient souvent en aide aux gens qu'il rencontre au cours de ses enquêtes.
- Leon Ockenden : Norman Jayden est un profiler du FBI envoyé sur les lieux pour renforcer l'équipe d'investigation. Il dispose d'un outil expérimental, l'ARI, qui lui permet d'analyser les scènes de crime par réalité augmentée. Il est dépendant à la triptocaïne, un psychotrope.

La trame d'Ethan Mars est centrale même si le volume de jeu est partagé avec les autres protagonistes. Les quatre protagonistes, aux destins entrelacés, apportent un éclairage complémentaire sur le mystère du tueur, que chacun a une motivation propre de traquer. L'expérience repose essentiellement sur le lien que le joueur tisse avec les personnages (identification, projection). L'évolution du statut du personnage est représentée de manière transparente par le poids du récit et la diversité des issues (le joueur peut perdre un combat de sabre laser contre le fils et celui-ci aimera davantage son père, il peut repousser des avances d'une manière qui renforce les liens avec l'autre).

#### Personnages secondaires
- Mike Powers : Lt. Carter Blake : Un collègue de Norman, désagréable et violent qui cherche sans preuves à trouver un coupable.
- Aurélie Bancilhon : Lauren Winter : La mère d'une des victimes du « tueur aux origamis », c'est une prostituée bien déterminée à retrouver l'homme qui a tué son fils, Johnny. Elle enquêtera par la suite sur le tueur avec Scott Shelby.
- Quentin de Gruttola / Max Renaudin : Shaun Mars : Le second fils d'Ethan enlevé par le Tueur aux origamis, il a une relation compliquée avec son père depuis la mort de son frère.
- Ginnie Watson : Grace Mars : L'ex-femme d'Ethan qui vient à accuser ce dernier d'avoir enlevé Shaun.
- Leslie Clack : Charles Kramer : Le père de Gordi, un riche homme d'affaires qui a fait fortune dans l'industriel. C'est une vieille connaissance de Scott Shelby et est lui aussi suspecté d'être le tueur.
- Antony Hickling : Gordi Kramer : L'un des individus soupçonné d'être le tueur aux origamis. C'est le fils du riche homme d'affaires Charles Kramer.
- Antony Hickling : Ash : Un sergent.
- Paul Bandey : Officier Leighton Perry : Le chef de Carter, un opportuniste qui se préoccupe plus des journalistes que de l'affaire.
- Quentin de Gruttola : Jason Mars : Le premier fils d'Ethan, mort percuté par une voiture 2 mois après le jour de ses 10 ans. Son décès restera un choc pour Ethan.
- Pas de model : Sam : Un ami proche de Madison Paige.
- Conrad Cecil : Clarence Dupré : Le psychologue d'Ethan.
- Michèle Seeberger : Charlène : la secrétaire de Leighton Perry.
- Olivier Schneider : Miroslav Korda : L'un des suspects.
- Patricia Davidson : Ann Sheppard : la mère de John Sheppard.
- Vincent Haquin : Troy : l'ancien client de Lauren Winter.
- Belkacem Esbahi : Hassan : Le père de Reza, l'une des premières victimes du Tueur aux origamis.
- Florent Niwinski : Andrew : le braqueur.
- Tercelin Kirtley : Nathaniel Williams : le croyant.
- Maya Mendiburu : Emily Bowles : la fille de Susan Bowles.
- Elena Odessa Ray : Susan Bowles : La mère de Jérémy Bowles, l'une des premières victimes du Tueur aux origamis.
- Pas de model : Jérémy Bowles : L'une des premières victimes du Tueur aux origamis.
- Jean-Marie Jasnot : Le réceptionniste du motel.
- Norman Stokle : Manfred : Un horloger et vieil ami de Scott Shelby.
- Michael Rickwood : Brad Silver : Un dealer.
- Xavier Jozelon : Glenn Sanders : Le présentateur du journal.
- Pas de modèle : Sarah Silver : La fille de Brad Silver.
- Pas de modèle : Cindy Silver : La fille de Brad Silver.
- Christian Erickson (en) : Adrian Baker : Un ancien chirurgien complètement fou, qui fait des opérations chirurgicales mortelles aux gens qui s'aventurent trop près de chez lui.
- Frédéric Bindebongue : Jackson Neville : Un ancien criminel plus connu sous le nom de Mad Jack, soupçonné d'avoir fourni sa voiture au tueur.
- Taylor Gasman : John Sheppard : Un enfant mort il y a plus de 30 ans, qui pourrait avoir un lien avec le tueur.

### Contenu additionnel
Quantic Dream a prévu de commercialiser du contenu additionnel à télécharger sur le PlayStation Store, intitulé Heavy Rain: Chronicles. Les chroniques constituent des préquelles à l'histoire : chaque épisode comprend des scènes jouables complémentaires qui font lumière sur le passé d'un personnage particulier. La première chronique, « Le Taxidermiste », est proposée en exclusivité dans le coffret collector du jeu ; elle raconte comment Madison Paige s'est retrouvée en danger de mort alors qu'elle enquête sur un taxidermiste soupçonné de meurtres. Les deux chroniques suivantes annoncées, à savoir celle centrée sur l'agent Norman Jayden qui explique les raisons de son addiction et de sa cicatrice au visage, et celle explorant le passé du tueur en série ont été annulées au profit du développement de la version Move Edition de Heavy Rain.

## Développement
Heavy Rain est développé par le studio parisien Quantic Dream, sous la direction de David Cage et Guillaume de Fondaumière. Le projet, rendu public en mai 2006, s'est étalé sur près de trois ans et a occupé de 100 à 200 personnes (hors comédiens). Une partie de la production a été externalisée en Asie. 
Le projet prend origine dans un programme de recherche et développement visant à produire des personnages aux expressions réalistes, capables d'exprimer un large éventail d'émotions. Une démo technologique d'acteur virtuel en temps réel, Heavy Rain: The Casting, est développée en trois mois : la séquence de cinq minutes met en scène une actrice, allant du rire aux larmes, lors d'une audition (le personnage est incarné par Aurélie Bancilhon). Le prototype est présenté sur le stand de Sony Computer Entertainment à l'occasion du salon américain E3 2006 (il tourne sur un kit de développement de la PlayStation 3),. Le partenariat entre Quantic Dream et Sony, le fabricant de la gamme PlayStation, est dévoilé en juillet 2007. La première présentation du jeu se déroule en août 2008 lors de la Games Convention de Leipzig, à travers un extrait de la séquence « Le Taxidermiste ».
David Cage cherche à créer une expérience émotionnelle pour une audience adulte en se basant sur la narration interactive et l'implication du joueur. Le scénario est écrit par Cage, qui se réfère à des préoccupations personnelles liés à son rôle de père. L'histoire est née d'une mésaventure du créateur, quand il a perdu et recherché son fils plusieurs minutes dans un grand magasin. L'idée fondatrice était de retranscrire la panique et l'inquiétude de ce moment. Le script contient 2 000 pages et a nécessité quinze mois d'écriture.
Le gameplay se veut accessible : l'expérience est assimilé à un voyage plutôt qu'à une performance dont la finalité serait la maîtrise absolue de l'interface. « Le véritable espace de l’expérience n'est pas le pad, mais plutôt l’imagination et le ressenti du joueur. ». Il décline le modèle rythmé et répétitif des jeux d'action-aventure contemporain et remet en cause certaines conventions du jeu vidéo comme le game over qui va à l’encontre de la narration selon le créateur. 

### Acteurs (voix et modèle physique)
(M) Acteur ayant servi de modèle physique au personnage
(*) Seulement dans la chronique « Le Taxidermiste »
- Ethan Mars

(en) Pascal Langdale (M)
(fr) Bernard Gabay
- Madison Paige

Jacqui Ainsley (M)
(en) Judi Beecher
(en) Barbara Scaff Weber (*)
(fr) Françoise Cadol
- Lieutenant Carter Blake

(en) Mike Powers (M)
(fr) Emmanuel Jacomy
- Grace Mars

(en) Ginnie Watson
- Jason Mars

(en) Taylor Gasman
- Gordi Kramer

(en) Antony Hickling
(fr) Cédric Dumond
- Troy

(en) Pete Thias
(fr) Gilles Morvan
- Jackson Neville dit Mad Jack

(en) David Gasman
(fr) Thierry Mercier
- Leland White

(en) Sam Douglas
- Adrian Baker, le doc

(en) Christian Erickson (en) (M)
(fr) Guy Chapelier
- Le majordome

(en) James Sparrow
(fr) Guy Chapelier
- Norman Jayden

(en) Leon Ockenden (M)
(fr) Damien Boisseau
- Scott Shelby

(en) Sam Douglas (M)
(fr) José Luccioni
- Lauren Winter

(en + fr) Aurélie Bancilhon (M)
- Capitaine Leighton Perry

(en) Paul Bandey
(fr) Bernard Métraux
- Shaun Mars

(en) Max Renaudin
- Scott Sheppard

(en) Max Renaudin
(fr) Jackie Berger
- Charles Kramer

(en) Leslie Clack
(fr) Marc Alfos
- Paco Mendez

(en) David Gasman
(fr) Gilbert Levy
- Voix de l'appareil numérique

(en)
(fr) Valérie Siclay
- Manfred, l'horloger

(en) Norman Stokle
(fr) Benoît Allemane
- Nathaniel

(en) Tercelin Kirtley
Soixante-dix acteurs et cascadeurs ont participé à des séances de capture de mouvement. Le studio parisien possède ses propres systèmes de captation optiques, remis à niveau en 2007 : ils permettent de capturer les expressions faciales. Les personnages sont modélisés fidèlement en 3D d'après les acteurs et disposent d'une grande variété d'animations. La version originale est en langue anglaise et le jeu est doublé en dix langues différentes.
L'histoire se déroule dans une ville « déprimée » de la côte Est des États-Unis. Au cours du stade préparatoire, l'équipe s'est rendue à Philadelphie pour faire des prises de vue et s'imprégner de l'atmosphère de l'endroit, traversant certains des quartiers les plus pauvres et délabrés de la ville. Cette expérience est décrite comme un moment fondateur du jeu. Le jeu propose une soixantaine de décors. Le chef décorateur Thierry Flamand a supervisé leur création.
Le moteur de jeu est développé en interne. La version alpha est terminée fin mai 2009 et la version beta fin septembre 2009. La date de commercialisation est fixée en février 2010 pour éviter l'encombrement des grosses licences de la fin d'année.
En tout, le jeu a coûté 20 millions d'euros pour le développement et le tournage de capture de mouvement a nécessité 172 jours.

## Musique
La musique est composée par le québécois Normand Corbeil. Elle a été enregistrée aux Studios Abbey Road avec un orchestre symphonique. Chaque personnage dispose de son propre thème, enregistré d'une multitude de manière pour répondre au nombre de résolutions possibles des scènes. Le compositeur a livré plus de 200 morceaux à jouer d'une durée de cinq secondes à plusieurs minutes. La bande originale, Heavy Rain: Original Videogame Score, est disponible en téléchargement avec l'édition collector du jeu ou séparément (9,99 €).

### Liste des pistes
1. Ethan Mars' Main Theme
2. Norman Jayden's Main Theme
3. Before The Storm
4. Madison Paige's Main Theme
5. Scott Shelby's Main Theme
6. Lauren Winter's Main Theme
7. Painful Memories
8. The Chase (Madison's Action Soundtrack)
9. Redemption
10. The Bulldozer (Jayden's Action Soundtrack)
11. High Tension (Jayden's Action Soundtrack)
12. The Fight (Shelby's Action Soundtrack)
13. The Hold Up (Shelby's Action Soundtrack)
14. Looking For Shaun (Mars' Action Soundtrack)
15. Countdown (Mars' Action Soundtrack)
16. Last Breath

## Lancement
Une démo contenant un didacticiel et deux scènes jouables (Hôtel Sordide et Scène du Crime) est disponible depuis le 11 février 2010 sur le PlayStation Store. Une avant-première est organisée le 16 février au cinéma Gaumont Champs-Élysées Marignan à Paris en compagnie de David Cage et des principaux comédiens. En Europe, une édition spéciale est proposée, incluant un code d'accès pour télécharger la chronique « Le Taxidermiste », la bande-originale du jeu (9,99 € séparément) et un thème dynamique pour le XMB (2,99 € séparément). En France, un pack promotionnel avec la PlayStation 3 (250 Go) est aussi proposé (350 €).

## Accueil

### Critique
Dans le monde, le jeu reçoit un accueil critique très positif avec une moyenne de notes qui s'élève aux alentours de 17/20. Sur l'agrégateur Metacritic, la note moyenne est de 87/100 soit une acclamation universelle pour les 107 critiques. Soit l'un des 20 meilleurs jeux PlayStation 3 de 2010, deuxième meilleure exclusivité PlayStation 3 de l'année (derrière God of War III).
Le jeu sera salué pour son approche innovante ainsi que sur son scénario, un thriller à suspense aux personnages biens construits. L'expérience est décrite comme révolutionnaire et marquante, inoubliable selon IGN. Néanmoins les critiques négatives à l'international déplorent un gâchis par le gameplay pauvre mais aussi un gâchis scénaristique avec une histoire plate et illogique. Destructoid déclara que le scénario serait très critiqué si c'était un film.
En France, Heavy Rain a reçu dans l'ensemble un accueil également très positif.
Le magazine Joypad lui a décerné un 20/20, avec la note inscrite en une de couverture.[réf. nécessaire]
Gamekult critique le rythme du jeu ainsi que son utilisation abusive de QTE.
Fin 2010, la chaîne de télévision CNN déclare Heavy Rain jeu de l'année, devant Red Dead Redemption (Rockstar Games) et Super Mario Galaxy 2 (Nintendo),.

### Controverse
À la suite de son test émettant un avis mitigé sur le jeu, le site Gamekult a été blacklisté par Sony, éditeur du jeu,.

### Ventes
Une semaine après sa sortie en Europe, le jeu s'est vendu à plus de 500 000 exemplaires. Le 31 mars 2010, soit cinq semaines après sa sortie en Europe, le jeu compte un million d'acquéreurs dans le monde entier. David Cage, accompagné de la comédienne Jacqui Ainsley, reçoit alors sur le plateau du Grand Journal, quelques jours plus tard, un disque de diamant récompensant ce nombre de ventes.
Le cap des 1,5 million de jeux vendus est atteint fin 2010, puisque Heavy Rain s'est écoulé à plus de 1,7 million d'exemplaires à travers le monde,. Ce nombre le classe 8e dans la liste des meilleures ventes de jeux sur PlayStation 3 en 2010.
Le 19 août 2013, le directeur général délégué de Quantic Dream, Guillaume de Fondaumière, annonce que plus 3 millions d'exemplaires ont été vendus à travers le monde. Le 1er juin 2017 est annoncé que le jeu s'est vendu à plus de 4,5 millions d'exemplaires. Après la réédition sur PlayStation 4, le jeu s'est vendu à 5,3 millions d'exemplaires dans le monde selon le studio.

## Doublage
Une des particularités d’Heavy Rain a été de réunir un nombre important d'acteurs connus dans le milieu du doublage français, la plupart d'entre eux étant les voix françaises régulières d'acteurs américains de cinéma ou de télévision.
- Bernard Gabay : Ethan Mars
- Damien Boisseau : Norman Jayden
- José Luccioni : Scott Shelby
- Françoise Cadol : Madison Paige
- Emmanuel Jacomy : Carter Blake
- Aurélie Bancilhon : Lauren Winter
- Bernard Métraux : capitaine Perry, le garagiste, le clown
- Guillaume Lebon : le psychiatre
- Brigitte Lecordier : John Sheppard, infirmier
- Gilbert Levy : Hassan, Paco Mendez
- Guy Chapellier : le réceptionniste, le majordome de l'ARI, Adrian Baker, l'ivrogne chez Gordy, le gardien du cimetière
- Marc Alfos : Charles Kramer, le père des jumeaux
- Benoît Allemane : Manfred l'horloger, le caissier du carrousel, le présentateur du talk show
- Cédric Dumond : Gordi Kramer, le braqueur du magasin d'Hassan
- Thierry Mercier : Jackson Neville (Mad Jack)
- Jackie Berger : le frère de John Sheppard enfant
- Gilles Morvan : Troy, un garde du corps de Gordi
- Xavier Fagnon : Ash
- Laurent Morteau : Brad Silver
- Xavier Jozelon : Présentateur TV